# Liste des villes fantômes du Texas

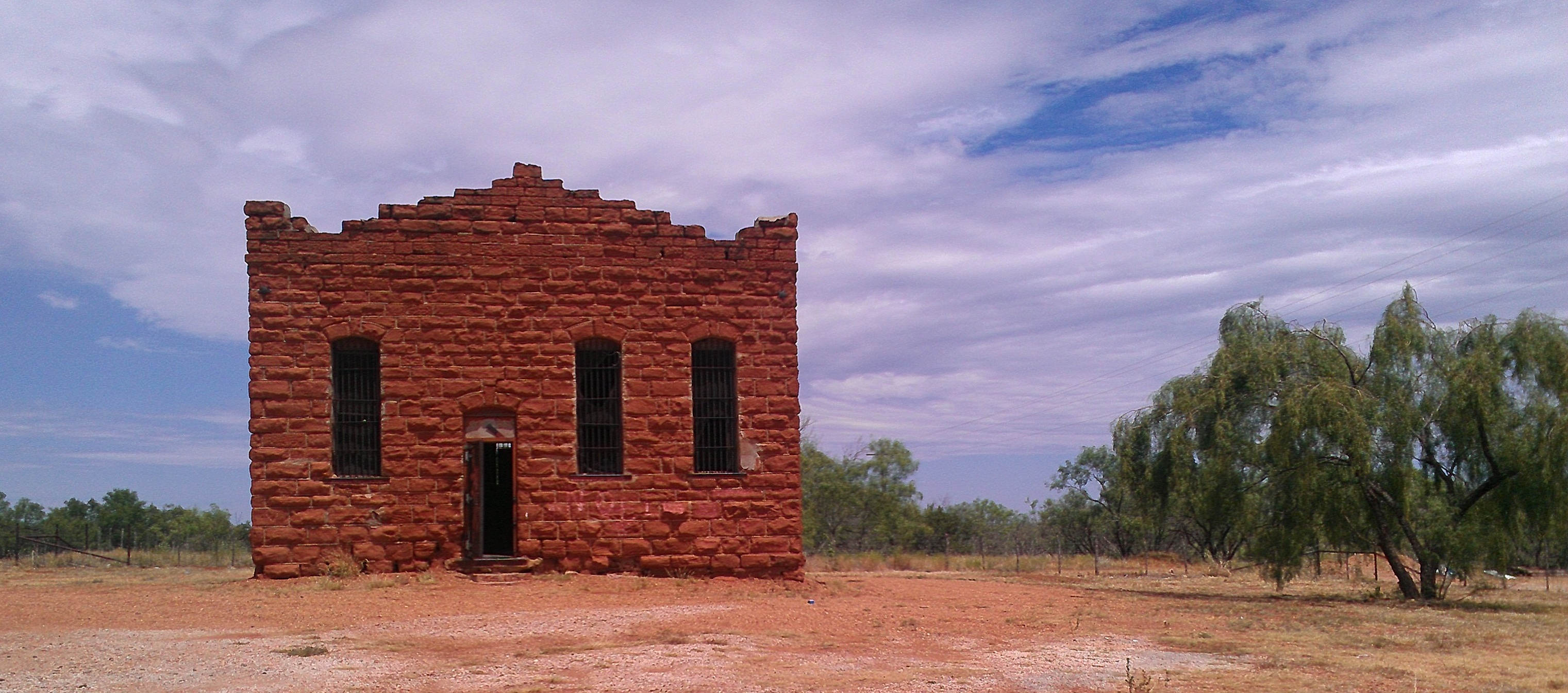
Prison abandonnée à Clairemont

Cet article recense les villes fantômes du Texas, aux États-Unis,,.

## Liste alphabétique

### A à B

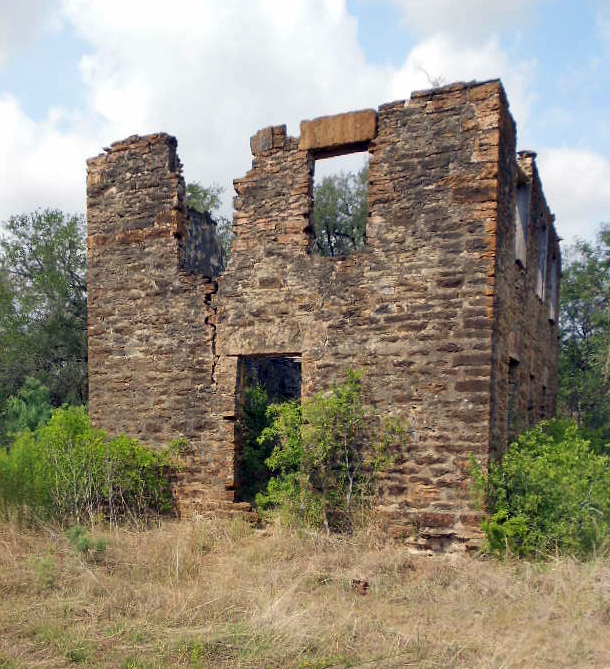
Ecole abandonnée à Benton City

- Acala
- Acme
- Adkins
- Adobe Walls
- Albuquerque
- Aldridge
- Allamore
- Alum
- Anarene
- Arden
- Arispe
- Aransas City
- Auburn
- Audra
- Audubon
- Ayres
- Bankersmith
- Bartonsite
- Belcherville
- Belknap
- Belle Plain
- Belzora
- Ben Ficklin
- Ben Wheeler
- Benton City
- Best
- Bexar
- Birchville
- Birdville
- Bitter Creek
- Boise
- Boldtville
- Bomarton
- Boracho
- Bragg
- Brio Toxic
- Britton
- Bronco
- Browning
- Bryant Station
- Bucksnort
- Burning Bush Colony

### C à D

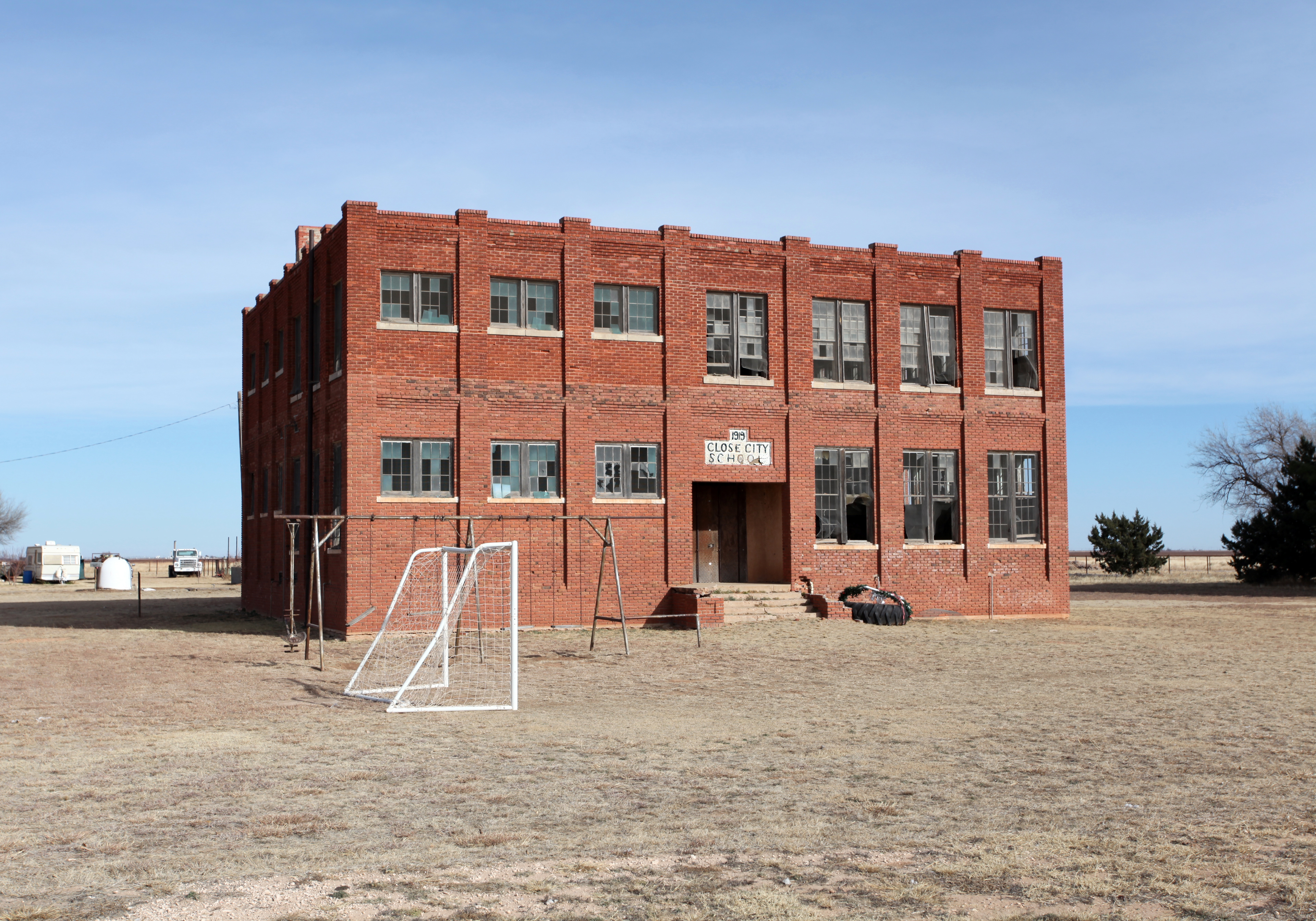
Ecole abandonnée à Close City

- Caddo
- Cain City
- Calaveras
- Calf Creek
- Callahan City
- Calliham
- Camey Spur
- Camp Verde
- Canada Verde
- Canyon City
- Caput
- Carlton
- Carpenter
- Carta Valley
- Carter
- Castolon
- Chalk Mountain
- Cheapside
- Chinese Coal Mine
- Cibolo Settlement
- Cincinnati
- Clairemont
- Clara
- Clareville
- Clinton
- Close City
- Coker
- Cold Springs
- Coles Settlement
- College Mound
- Comyn
- Concrete
- Cora
- County Line
- Crisp
- Cryer Creek
- Curry
- Cuthbert
- Dalby Springs
- Darilek
- Darwin
- Decker
- Deland
- Denhawken
- Desdemona
- Dewees
- Dias E Ocho Creek Camp
- Dido
- Dillon
- Dixie
- Doan's Crossing
- Dodge City
- Doole
- Doseido Colony
- Drumright
- Dryden
- Dry Zulch
- Duffau
- Dumas
- Dye Mound

### E à H

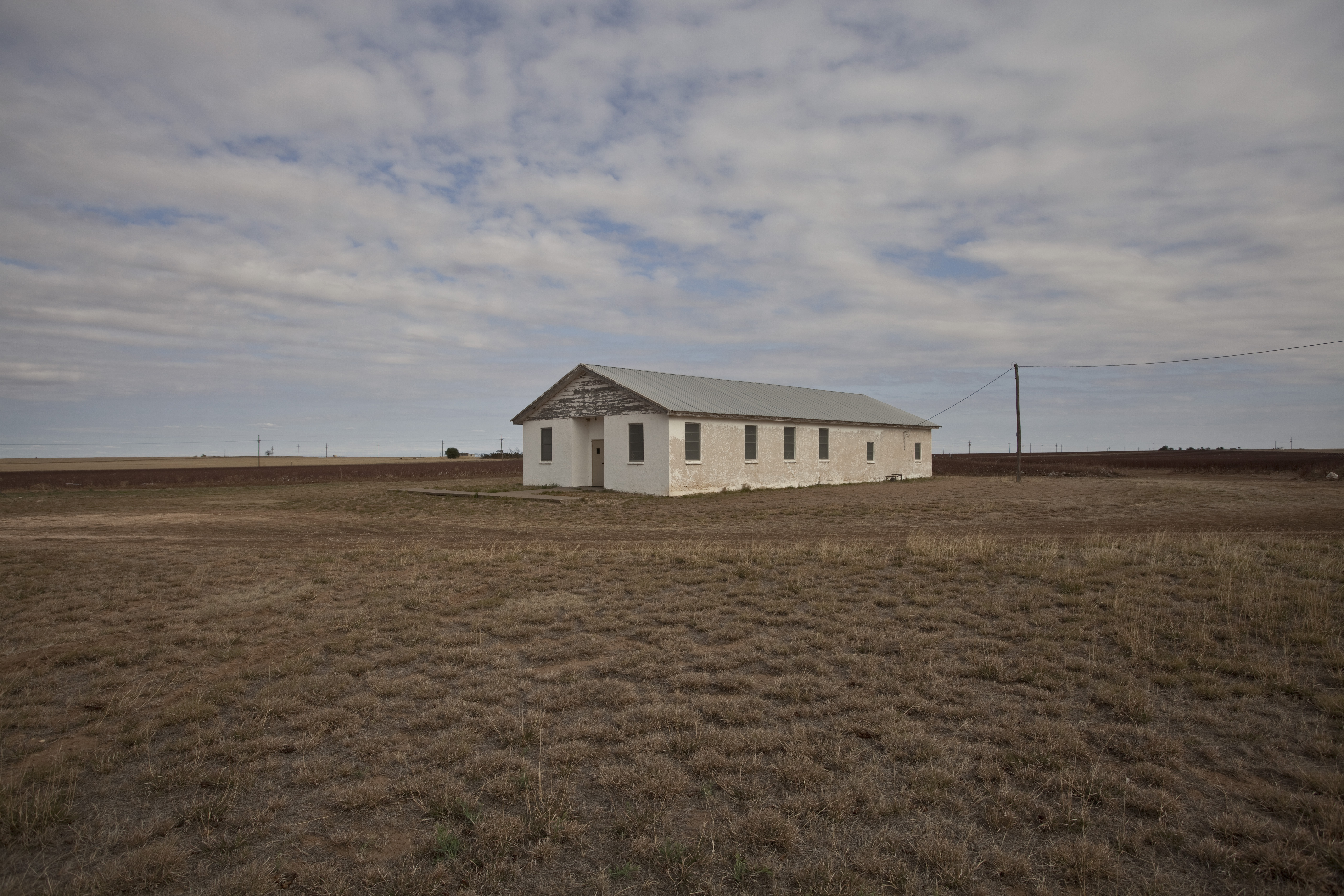
Eglise abandonnée à Estacado

- Eagle Creek
- Eagle Nest
- Egypt
- Elizabethtown
- Estacado
- Etholen
- Etna
- Fairview
- Farewell
- Farmer
- Fasken
- Fastrill
- Flora
- Fort Belknap
- Fort Griffin
- Fort Holland
- Fort Martin Scott
- Fort McKavett
- Fort Milam
- Fort Oldham
- Fort Phantom
- Fort Quitman
- Fratt
- Frio Town
- Frosa
- Fry
- Fuqua
- Gansel
- Gay Hill
- Ghent
- Girvin
- Glenrio
- Goforth
- Goshen
- Grapetown
- Grass Pond Colony
- Graytown
- Gruene
- Gulf
- Gunsight
- Hackberry
- Hagerman
- Hale City
- Haslam
- Hay Flat
- Hayrick
- Helena
- Helmic
- Hickory Flats
- Hide Town
- Higgins Gap
- Horn Hill
- Hot Springs
- Huff
- Hughes
- Huron

### I à L

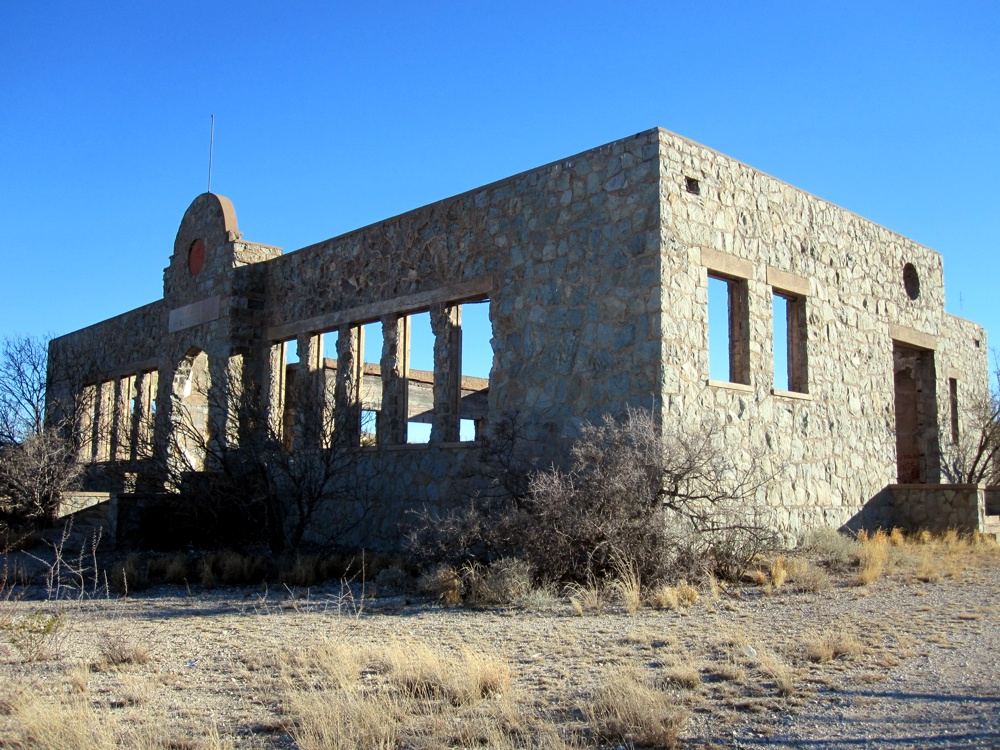
Ecole en ruine à Kent

- Illinois Bend
- Independence
- Indianola
- Ireland
- Iron Bridge
- Islitas
- Jakes Colony
- Jermyn
- Jewel
- Jimkurn
- Jim Town
- Joinerville
- Jonesboro
- Jud
- Juno
- Justiceburg
- Karlshaven
- Kellyville
- Kelm
- Kelsey
- Kelso
- Kent
- Kicaster
- Kimball
- Kingsmill
- Kirk
- Knight
- Knoxville
- Kosciusko
- La Casa
- La Lomita
- La Plata
- La Reunion
- La Valley
- Lajitas
- Langtry
- Las Cabras
- Las Islas
- Larissa
- Laurelia
- Lawson
- Leesville
- Lemonville
- Levita
- Linville
- Lobo
- Locker
- Lodi
- Loire
- Loma Vista
- Lone Oak Community
- Longfellow
- Lookout Valley
- Los Ojuelos
- Louetta
- Lowell
- Loyal Valley
- Luckenbach
- Luxello
- Lyra
- Lytton Springs

### M à O
- Macksville
- Manda
- Mangum
- Manning
- Mantua
- Marcelina
- Marysville
- Maxdale
- McGirk
- Medicine Mound
- Mendota
- Mentone
- Mesquite
- Millville
- Mineral Springs
- Minters Chaple
- Mobeetie
- Monthalia
- Morales
- Mormon Mill
- Morrill
- Morris Ranch
- Mustang Prairie
- Naaman
- Narcisso
- Neuse Store
- New Gulf
- Newport
- New Birmingham
- New Sweden
- Nix
- Nockenut
- Nogal
- Norfleet
- North Roby
- Oakland
- O'Daniel
- Odds
- Ohio
- Ojo de Veranda
- Old Gomez
- Olga
- Olmos
- Orla
- Orlena
- Otis Chalk

### P à R

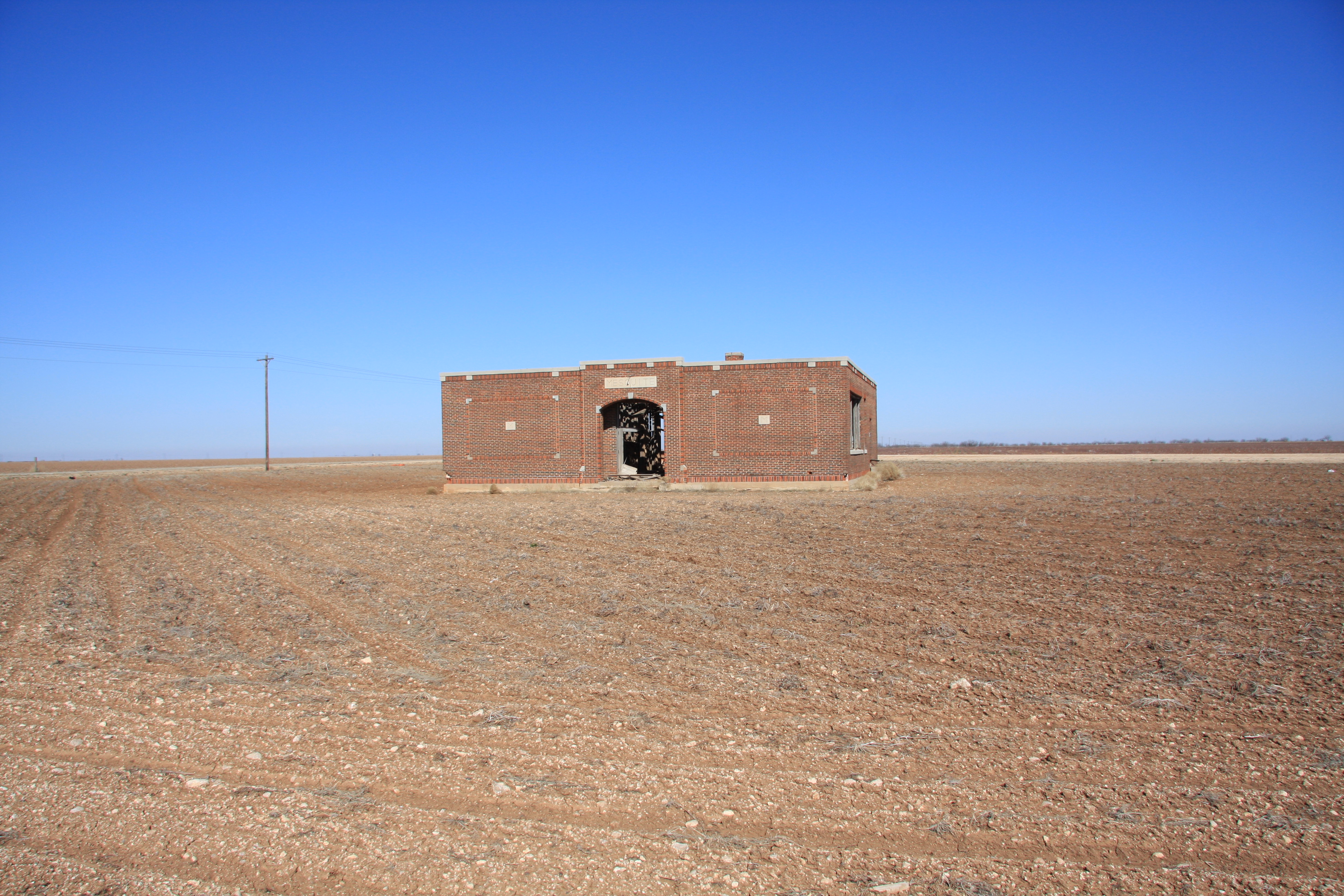
Ecole abandonnée à Mesquite

- Padgett
- Pandale
- Pandora
- Park Springs
- Paso Real
- Peach Tree Village
- Pear Valley
- Penick
- Perico
- Pescadito
- Pescarola
- Peyton Colony
- Phelan
- Phillips
- Pine Spring
- Pisgah
- Plemons
- Plummer Crossing
- Poesta
- Porterville
- Port Sullivan
- Praha
- Preston
- Princeton
- Pringle
- Proffitt
- Pumpville
- Pyote
- Quigley
- Quihi
- Quincy
- Rath City
- Rattlesnake Bomber Base
- Rayner
- Red Barn
- Red River Station
- Remlig
- Retrieve
- Ridout
- Rooster Springs
- Ross City
- Runnels City
- Rustler Springs

### S à T
- Salona
- Salt Branch
- Salt Flat
- Salt Gap
- Samfordyce
- Sanco
- Sandy Hills
- Santa Helena
- Santa Rita
- Santo Tomás
- Sarahville de Viesca
- Saspamco
- Savage
- Senterfitt
- Shafter
- Shafter Lake
- Shannon
- Sher-han
- Sherwood
- Signal Hill
- Silver
- Sipe Springs
- Sivell's Bend
- Slide
- Smeltertown
- Smithfield
- Soash
- Spanish Fort
- Spurlin
- St. Marys
- Starrville
- Sterling
- Steward's Mill
- Stiles
- Sulphuria
- Sumpter
- Sunnyside
- Sutherland Springs
- Swartwout
- Sweet Home
- Tarrant
- Tarver
- Tascosa
- Tee Pee City
- Tehuacana
- Telegraph
- Telico
- Terlingua
- Texana
- Texla
- Texon
- The Grove
- Theney
- Three Oaks
- Thurber
- Tokio
- Tolbert
- Towash
- Toyah
- Toyahvale
- Trickham
- Tucker
- Tuckertown
- Tuff
- Tuleta
- Turpentine
- Twin Sisters

### U à Z
- Union Valley
- Unity
- Upland
- Upton
- Utica
- Vandenburg
- Vernal
- Vieja Springs
- Virginia City
- Washington-on-the-Brazos
- Watson
- Wenasco
- White City
- White Way
- Who'd Thought It
- Whon
- Wild Cat Bluff
- William's Ranch
- Winkleman
- Wintergreen
- Yegua (en)
- Zeirath
- Ziler
- Zorn
- Zella
- Zuehl